# E-sar
E-sar, E-sara (sum. é.sar(.ra), tłum. „Dom roślinności(?)”) – ceremonialna nazwa świątyni bogini Inany w mieście Adab.
Wymieniana po raz pierwszy w inskrypcjach wczesnosumeryjskich władców Adab (m.in. Merdurby, Lugaldalu i Lummy) oraz inskrypcjach Mesalima z Kisz. Przebudowana przez akadyjskiego króla Naram-Sina. Wzmiankowana w sumeryjskim micie Zejście Inany do świata podziemnego.